# Morthomiers
Morthomiers est une commune française située dans le département du Cher, en région Centre-Val de Loire.

## Géographie

### Localisation
Morthomiers est une commune berrichonne de la périphérie de Bourges située à 10 km au sud-ouest de cette ville et à 40 km de Vierzon.
Le territoire communal est traversé par le sentier de grande randonnée de pays de la Champagne berrichonne.
La commune fait partie de l'aire d'attraction de Bourges, ainsi que de la zone d'emploi et du bassin de vie de cette ville.

### Communes limitrophes
Les communes limitrophes sont  La Chapelle-Saint-Ursin, Le Subdray, Marmagne, Saint-Florent-sur-Cher, Sainte-Thorette et Villeneuve-sur-Cher.
| Sainte-Thorette     | Marmagne               | La Chapelle-Saint-Ursin |
| Villeneuve-sur-Cher | Morthomiers            |                         |
|                     | Saint-Florent-sur-Cher | Le Subdray              |

### Géologie et relief
La superficie de la commune est de 14,54 km2 ; son altitude varie de 124  à   157 mètres.

### Hydrographie

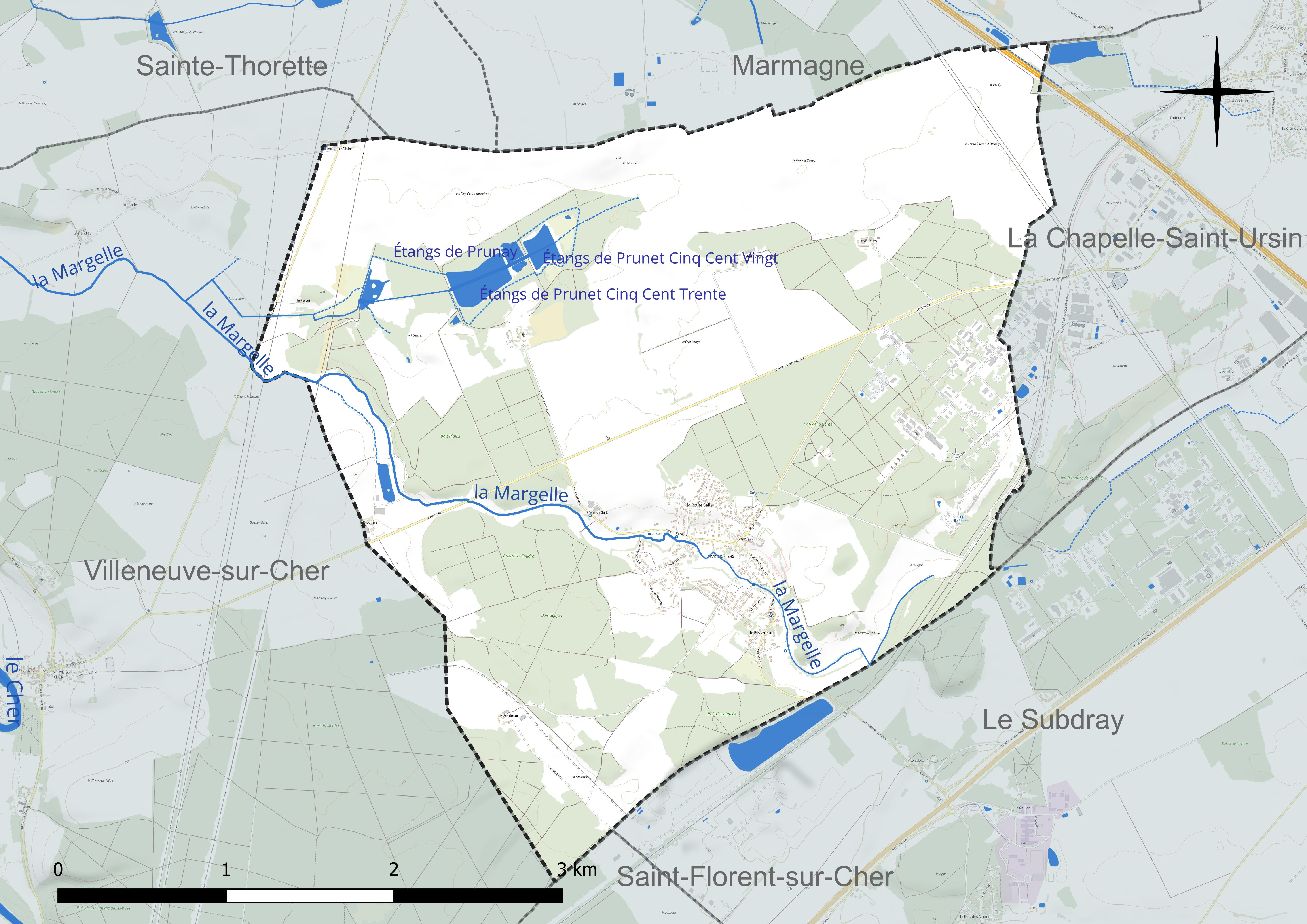
Carte hydrographique de la commune.

Le ruisseau de la Margelle draine la commune.

### Climat
Pour des articles plus généraux, voir Climat du Centre-Val de Loire et Climat du Cher.
En 2010, le climat de la commune est de type climat océanique dégradé des plaines du Centre et du Nord, selon une étude du CNRS s'appuyant sur une série de données couvrant la période 1971-2000. En 2020, Météo-France publie une typologie des climats de la France métropolitaine dans laquelle la commune est exposée à un climat océanique altéré et est dans la région climatique Centre et contreforts nord du Massif Central, caractérisée par un air sec en été et un bon ensoleillement.
Pour la période 1971-2000, la température annuelle moyenne est de 11,3 °C, avec une amplitude thermique annuelle de 15,5 °C. Le cumul annuel moyen de précipitations est de 722 mm, avec 11,5 jours de précipitations en janvier et 7,1 jours en juillet. Pour la période 1991-2020, la température moyenne annuelle observée sur la station météorologique la plus proche, située sur la commune de Bourges à 10 km à vol d'oiseau, est de 12,1 °C et le cumul annuel moyen de précipitations est de 742,7 mm,. Pour l'avenir, les paramètres climatiques de la commune estimés pour 2050 selon différents scénarios d'émission de gaz à effet de serre sont consultables sur un site dédié publié par Météo-France en novembre 2022.

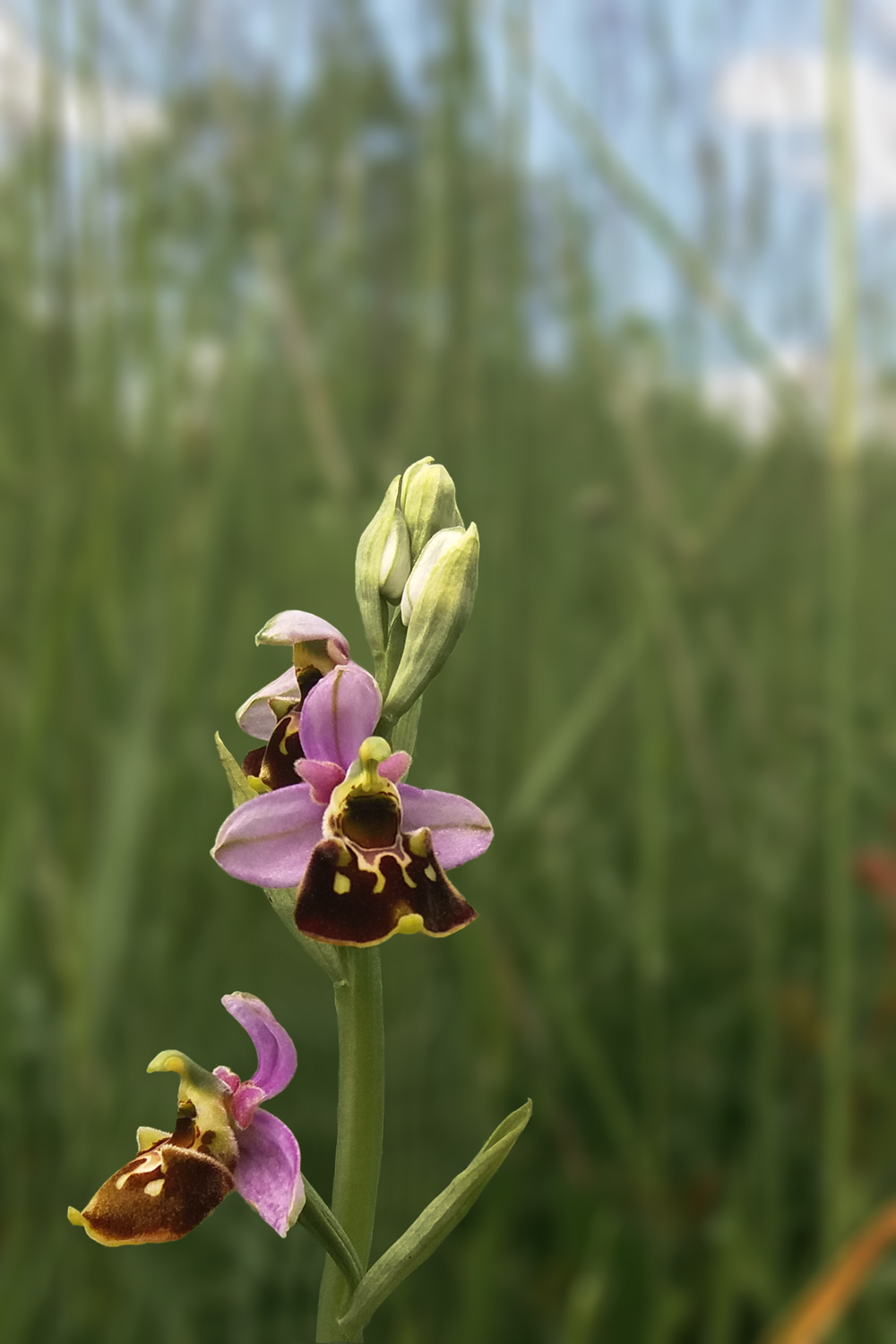
Une Oprys fuciflora de la réserve naturelle.

### Milieux naturels et biodiversité
Une petite partie de la réserve naturelle nationale des chaumes du Verniller, principalement située à la Chapelle-Saint-Ursin, se trouve sur la commune. C'est un ensemble de pelouses calcicoles des causses du Berry dotés d'une grande richesse botanique.

## Urbanisme

### Typologie
Au 1er janvier 2024, Morthomiers est catégorisée bourg rural, selon la nouvelle grille communale de densité à 7 niveaux définie par l'Insee en 2022.
Elle appartient à l'unité urbaine de Bourges, une agglomération intra-départementale dont elle est une commune de la banlieue,. Par ailleurs la commune fait partie de l'aire d'attraction de Bourges, dont elle est une commune de la couronne,. Cette aire, qui regroupe 111 communes, est catégorisée dans les aires de 50 000 à moins de 200 000 habitants,.

### Occupation des sols

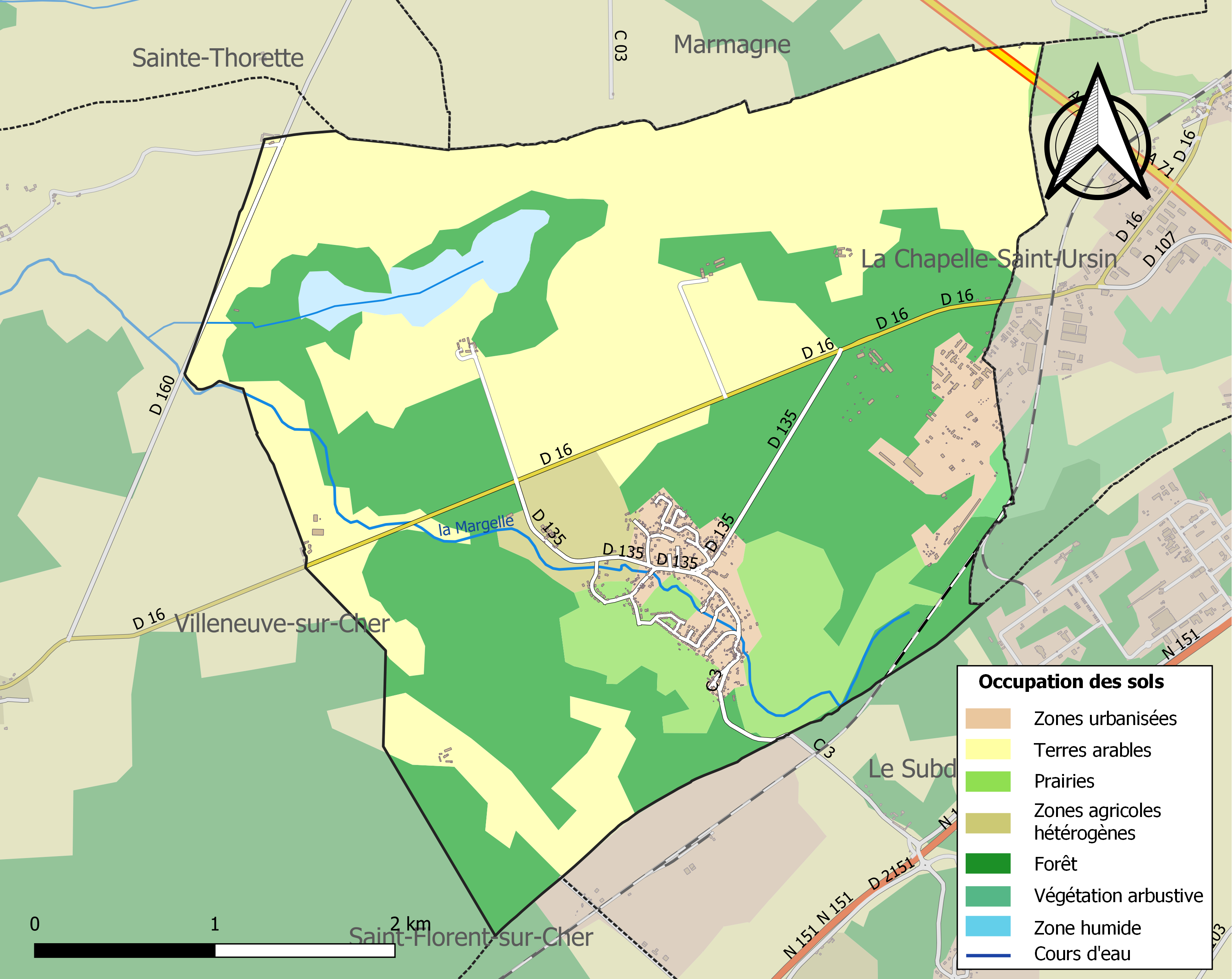
Carte des infrastructures et de l'occupation des sols de la commune en 2018 (CLC).

L'occupation des sols de la commune, telle qu'elle ressort de la base de données européenne d’occupation biophysique des sols Corine Land Cover (CLC), est marquée par l'importance des territoires agricoles (52,7 % en 2018), une proportion sensiblement équivalente à celle de 1990 (53 %). La répartition détaillée en 2018 est la suivante :
terres arables (42,4 %), forêts (39 %), prairies (7,5 %), zones urbanisées (2,9 %), zones agricoles hétérogènes (2,8 %), zones industrielles ou commerciales et réseaux de communication (2,6 %), zones humides intérieures (2,4 %), milieux à végétation arbustive et/ou herbacée (0,3 %).
L'évolution de l’occupation des sols de la commune et de ses infrastructures peut être observée sur les différentes représentations cartographiques du territoire : la carte de Cassini (XVIIIe siècle), la carte d'état-major (1820-1866) et les cartes ou photos aériennes de l'IGN pour la période actuelle (1950 à aujourd'hui).

### Habitat et logement
En 2020, le nombre total de logements dans la commune était de 343, alors qu'il était de 319 en 2015 et de 308 en 2010.
Parmi ces logements, 94,7 % étaient des résidences principales, 0,3 % des résidences secondaires et 5 % des logements vacants. Ces logements étaient  tous des maisons individuelles.
Le tableau ci-dessous présente la typologie des logements à Morthomiers en 2020 en comparaison avec celle du Cher et de la France entière. Une caractéristique marquante du parc de logements est ainsi la faible proportion des résidences secondaires et logements occasionnels (0,3 %) par rapport au département (7,6 %) et à la France entière (9,7 %). 
| Typologie                                               | Morthomiers | Cher | France entière |
| ------------------------------------------------------- | ----------- | ---- | -------------- |
| Résidences principales (en %)                           | 94,7        | 79,5 | 82,1           |
| Résidences secondaires et logements occasionnels (en %) | 0,3         | 7,6  | 9,7            |
| Logements vacants (en %)                                | 5           | 12,9 | 8,2            |

### Voies de communication et transports
La commune est tangentée au nord-est par le tracé de l'autoroute A71 et est desservie par la RD 16 qui la relie à Bourges. Elle est aisément accessible depuis ,la route nationale 151
La commune est desservie par la ligne 25 du réseau Rémi des Transports en commun de Bourges.
La commune est traversée par la ligne de Bourges à Miécaze. La gare de La Chapelle-Saint-Ursin - Morthomiers, située à proximité, est réservée au trafic marchandises  et la station de chemin de fer ouverte aux voyageurs la plus proche est la gare de Saint-Florent-sur-Cher desservie par des trains du réseau TER Centre-Val de Loire circulant sur les relations : Montluçon-Ville - Vierzon et Montluçon-Ville (ou Saint-Amand-Montrond - Orval) - Bourges.

### Risques naturels et technologiques
Le territoire de la commune de Morthomiers est vulnérable à différents aléas naturels : météorologiques (tempête, orage, neige, grand froid, canicule ou sécheresse), mouvements de terrains et séisme (sismicité faible). Il est également exposé à deux risques technologiques, le transport de matières dangereuses et le risque industriel. Un site publié par le BRGM permet d'évaluer simplement et rapidement les risques d'un bien localisé soit par son adresse soit par le numéro de sa parcelle.

#### Risques naturels

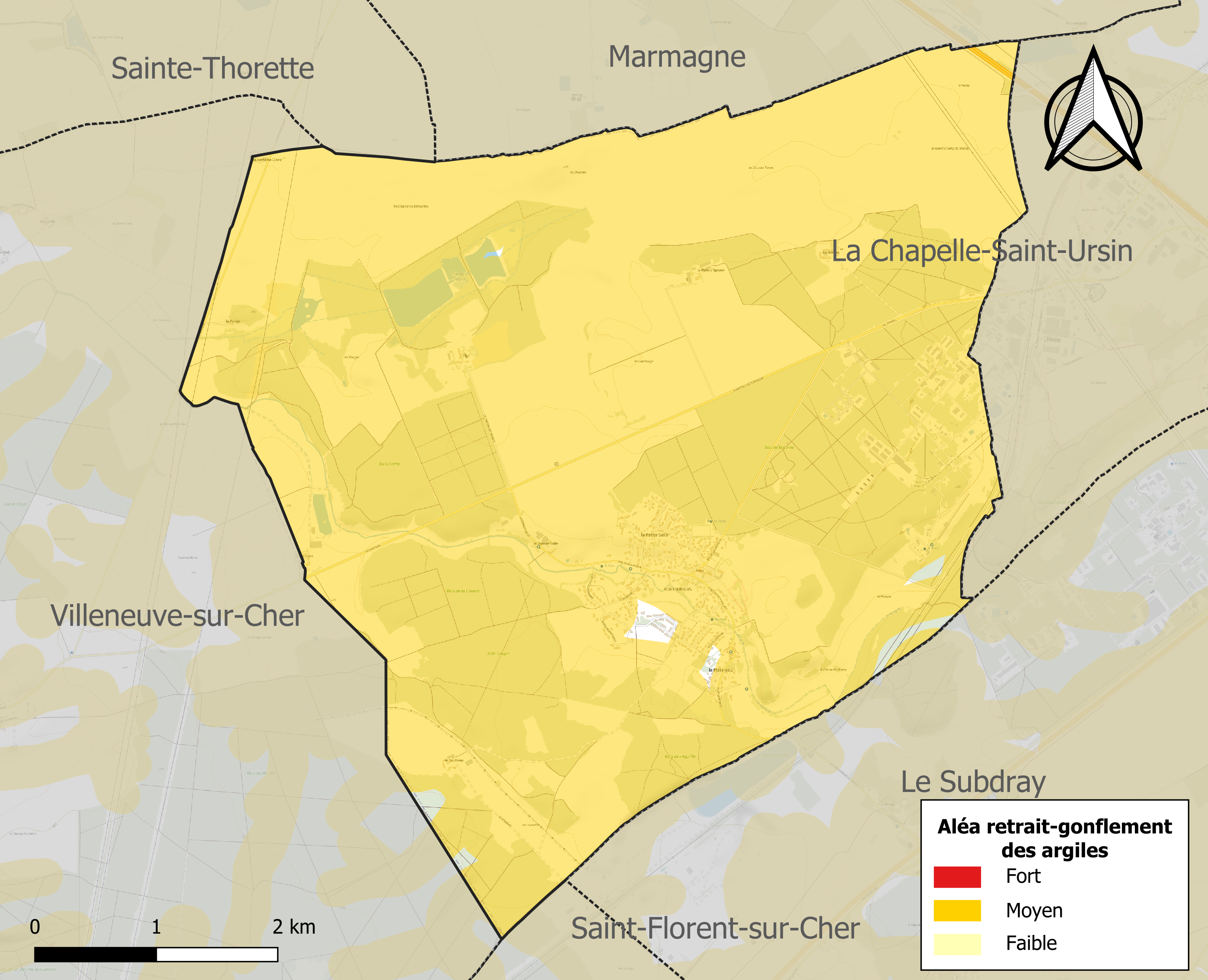
Carte des zones d'aléa retrait-gonflement des sols argileux de Morthomiers.

La commune est vulnérable au risque de mouvements de terrains constitué principalement du retrait-gonflement des sols argileux. Cet aléa est susceptible d'engendrer des dommages importants aux bâtiments en cas d’alternance de périodes de sécheresse et de pluie. 99,1 % de la superficie communale est en aléa moyen ou fort (90 % au niveau départemental et 48,5 % au niveau national). Sur les 339 bâtiments dénombrés sur la commune en 2019, 331 sont en aléa moyen ou fort, soit 98 %, à comparer aux 83 % au niveau départemental et 54 % au niveau national. Une cartographie de l'exposition du territoire national au retrait gonflement des sols argileux est disponible sur le site du BRGM,.
Concernant les mouvements de terrains, la commune a été reconnue en état de catastrophe naturelle au titre des dommages causés par la sécheresse en 1989, 2018 et 2019 et par des mouvements de terrain en 1999.

#### Risques technologiques
La commune est exposée au risque industriel du fait de la présence sur son territoire d'une entreprise soumise à la directive européenne SEVESO.
Le risque de transport de matières dangereuses sur la commune est lié à sa traversée par des infrastructures routières ou ferroviaires importantes ou la présence d'une canalisation de transport d'hydrocarbures. Un accident se produisant sur de telles infrastructures est en effet susceptible d’avoir des effets graves au bâti ou aux personnes jusqu’à 350 m, selon la nature du matériau transporté. Des dispositions d’urbanisme peuvent être préconisées en conséquence.

## Toponymie
En 1164, apparaît pour la première fois dans un acte de l’archevêché de Bourges l’église Notre-Dame bâtie sur le lieu-dit « Mortuum Mare », aujourd’hui Morthomiers.

## Histoire

### Époque contemporaine

#### Seconde Guerre mondiale
En 1939, l’Allemagne attaque la Pologne. La France, qui est son alliée, déclare alors la guerre à l’Allemagne. Pendant les premiers mois, il y a très peu de combats puis Hitler attaque la France en 1940. Quelques mois après, la France est vaincue. Le chef du gouvernement, Philippe Pétain, demande l’armistice qui est signé le 22 juin 1940.
Les 2/3 du pays sont alors occupés par les armées allemandes. La France est divisée en deux zones : l’une occupée, située au nord et à l’ouest, l’autre dite libre au sud où l’on trouve le gouvernement, à Vichy.
La Ligne de démarcation (France) est une ligne imaginaire qui a servi de limite et même de frontière entre ces 2 zones. Mise en place début juillet 1940, elle était longue de 1 200 km et passait par 13 départements. Elle a traversé le département du Cher d’est en ouest sur 130 km, suivant d’abord le cours de l’Allier (limite entre le Cher et la Nièvre) puis le chemin de fer et d’autres cours d’eau comme le Cher de Sainte-Thorette à Thénioux en passant par Vierzon. Dans la zone occupée (nord) représentant les 3/5 du département, il y avait notamment deux aéroports (Bourges et celui de la base militaire d’Avord), deux grandes gares (Bourges et Vierzon), les usines d’armement et de constructions aéronautiques.
Les armées allemandes sont arrivées dans le département à la mi-juin. Après des combats, la ligne a été mise en place. Elle est d’abord passée par Saint-Florent-sur-Cher, puis, venant du Subdray par le chemin vicinal no 1, elle a traversé Morthomiers, empruntant les actuelles rues des Varennes, rue du Pissereau, rue des Petites Vallées et enfin la route de Villeneuve. La commune était donc presque totalement en zone occupée.
Cette ligne constituait une véritable frontière, supprimant la liberté de circulation des personnes et des marchandises. Beaucoup de villes et de villages étaient divisés en deux. Des familles étaient séparées. Les gens avaient des difficultés pour exercer leur métier ou se rendre à leur travail, pour s’approvisionner dans les commerces, pour accéder à différents services (poste, préfecture, gare…). Sur la commune, la ligne traversait la voie de chemin de fer Bourges-Montluçon. En 1942, le trafic marchandises et voyageurs a été sérieusement gêné et même interrompu pendant quelque temps entre Bourges et Saint-Florent.
Pour la franchir, il fallait obligatoirement faire la demande d’un Ausweis (laissez-passer) : les premiers, sur papier, peu détaillés et sans photo, étaient délivrés par le maire et validés par l’administration allemande. Puis ils ont évolué en carte frontalière cartonnée, avec une photo et des renseignements sur l’identité et le physique de la personne. Elle devait être présentée aux postes de contrôles allemands. L’un de ces postes se situait au passage à niveau entre Le Subdray et Morthomiers. Ce document était difficile, et même parfois impossible à obtenir car il fallait présenter des papiers officiels (carte d’identité, certificat de travail…). Alors, certaines personnes se procuraient des faux papiers ; et puis il y avait des passeurs, qui, connaissant bien le terrain, aidaient des prisonniers de guerre évadés, des aviateurs français et alliés, des résistants, des réfugiés, des juifs persécutés…, à franchir la ligne clandestinement au péril de leur vie.
La ligne a disparu en mars 1943 car tout le pays a été occupé mais les contrôles se sont poursuivis jusqu’à la fin de la guerre.

## Politique et administration

### Rattachements administratifs et électoraux

#### Rattachements administratifs
La commune se trouve dans l'arrondissement de Bourges du département du Cher.
Elle faisait partie depuis 1801 du canton de Chârost. Dans le cadre du redécoupage cantonal de 2014 en France, cette circonscription administrative territoriale a disparu, et le canton n'est plus qu'une circonscription électorale.

#### Rattachements électoraux
Pour les élections départementales, la commune fait partie depuis 2014 du canton de Chârost, dont la composition est restée inchangée.
Pour l'élection des députés, elle fait partie de la deuxième circonscription du Cher.

### Intercommunalité
Morthomiers est membre depuis 2004 de la communauté d'agglomération Bourges Plus, un établissement public de coopération intercommunale (EPCI) à fiscalité propre créé fin 2002 et auquel la commune a transféré un certain nombre de ses compétences, dans les conditions déterminées par le code général des collectivités territoriales.

### Liste des maires
| Période                                  | Période                       | Identité            | Étiquette | Qualité |
| ---------------------------------------- | ----------------------------- | ------------------- | --------- | --- |
| Les données manquantes sont à compléter. |                               |                     |           | |
| 1989                                     | 1990                          | Raymond Baulande    |           | Secrétaire de mairie Mort en fonction                                                                      |
| 1990                                     | mars 2023                     | Daniel Gravelet     |           | Ancien cadre, gendre de Raymond Baulande Vice-président de la CA Bourges plus ( ? → 2023) Mort en fonction |
| juin 2023                                | En cours (au 24 janvier 2024) | Fabrice Archambault |           | Technicien                                                                                                 |

## Équipements et services publics
La commune dispose de la bibliothèque Bernard-Capo.

## Population et société

### Démographie
L'évolution du nombre d'habitants est connue à travers les recensements de la population effectués dans la commune depuis 1793. Pour les communes de moins de 10 000 habitants, une enquête de recensement portant sur toute la population est réalisée tous les cinq ans, les populations de référence des années intermédiaires étant quant à elles estimées par interpolation ou extrapolation. Pour la commune, le premier recensement exhaustif entrant dans le cadre du nouveau dispositif a été réalisé en 2004.

En 2022, la commune comptait 815 habitants, en évolution de +7,24 % par rapport à 2016 (Cher : −2,48 %, France hors Mayotte : +2,11 %).
| 1793 | 1800 | 1806 | 1821 | 1831 | 1836 | 1841 | 1846 | 1851 |
| ---- | ---- | ---- | ---- | ---- | ---- | ---- | ---- | ---- |
| 194  | 179  | 200  | 135  | 153  | 204  | 216  | 265  | 267  |

| 1856 | 1861 | 1866 | 1872 | 1876 | 1881 | 1886 | 1891 | 1896 |
| ---- | ---- | ---- | ---- | ---- | ---- | ---- | ---- | ---- |
| 308  | 366  | 394  | 297  | 294  | 337  | 320  | 206  | 190  |

| 1901 | 1906 | 1911 | 1921 | 1926 | 1931 | 1936 | 1946 | 1954 |
| ---- | ---- | ---- | ---- | ---- | ---- | ---- | ---- | ---- |
| 207  | 189  | 174  | 172  | 193  | 178  | 184  | 158  | 179  |

| 1962 | 1968 | 1975 | 1982 | 1990 | 1999 | 2004 | 2006 | 2009 |
| ---- | ---- | ---- | ---- | ---- | ---- | ---- | ---- | ---- |
| 193  | 204  | 218  | 409  | 590  | 589  | 612  | 671  | 678  |

| 2014 | 2019 | 2022 | - | - | - | - | - | - |
| ---- | ---- | ---- | - | - | - | - | - | - |
| 760  | 763  | 815  | - | - | - | - | - | - |

### Manifestations culturelles et festivités
- L'automne de Morthomiers, un festival de musique dont la 11e édition a lieu en septembre 2023[28]

## Culture locale et patrimoine

### Lieux et monuments
La commune a pour particularité de ne pas avoir d'église. La première a été détruite en 1356 lors de la chevauchée du Prince noir, la seconde a été démolie au XIXe siècle.
On peut signaler :
- Monuments aux morts

### Personnalités liées à la commune
- Felipe Fromioni, peintre et graveur descendant d'une famille romaine (certains de ses ancêtres auraient participé aux travaux de la chapelle Sixtine) se réfugie au début des années 1660 au presbytère de Morthomiers à la suite d'une sombre affaire de maîtresse. Sous la protection du seigneur De Bonnault, il publie des gravures, considérées maintenant comme une chronique de la vie berrichonne. Une gravure découverte récemment permit notamment de confirmer la « Famine du Bois des Alouettes » (1664), évoquée par Sylvain Pijat (curé de Morthomiers) dans son « Histoire de Morthomiers et alentours ». Il épousa sa maîtresse et fonda famille dans une petite exploitation de la paroisse.

### Héraldique
| Blason de Morthomiers | Blason  | D'azur aux flots d'argent issant de la pointe surmontés d'un dauphin d'or accompagné de deux étoiles du même en chef. |
| Blason de Morthomiers | Détails | Inspiré des armoiries de la famille de Bonnault. Adopté le 29 juin 1990 par le conseil municipal.                     |

## Pour approfondir

### Article(s) connexe(s)
- Liste des communes du Cher